# Pheia haematosticta
Pheia haematosticta är en fjärilsart som beskrevs av D.Jones 1908. Pheia haematosticta ingår i släktet Pheia och familjen björnspinnare. Inga underarter finns listade i Catalogue of Life.